# Сал (острів)
Сал (порт. Sal, «сіль») — найплоскіший з усіх островів Кабо-Верде.  Населення — 25 657 осіб.

## Географія, клімат
Площа острова - 216 км², протяжність з півночі на південь - 30 км, зі сходу на захід - 12 км. Найвища точка острова- гора Монте-Гранде (406 м над рівнем моря).
В середньому на острові 350 днів в році - сонячні. Хоча хмари досить часто закривають небо, це трапляється ненадовго, і вони розсіюються. Переважний напрямок вітру - північно-східний. «Сезоном дощів» вважається період із серпня до середини жовтня, хоча і в цей час випадання опадів - рідкість.

## Історія
Геологічно Сал є найдавнішим островом архіпелагу; він сформувався близько 50 млн років тому в ході виверження вулкана, зараз неактивного.
Острів був відкритий 3 грудня 1460 р португальськими мореплавцями Діогу Гомішем і Антоніо да Нулі і спочатку названий Лляна (порт. Llana). Вважається, однак, що ще задовго до того про його існування знали маври, які добували там сіль. Протягом декількох століть острів використовувався лише для випасу худоби (переважно кіз), оскільки недолік вологи перешкоджав його заселення.
У 1833 р на острові почали розроблятися знову виявлені родовища кухонної солі, що знаходяться в мальовничому кратері згаслого вулкана біля селища Педра-де-Люме. Цьому факту острів зобов'язаний як своїм сучасною назвою, так і активним заселенням. Сіль експортувалася в Бразилію та країни Африки.

## Населені пункти
- Регуїнью-Фіура
- Педра-де-Люме
- Ешпаргуш
- Палмейра
- Фонтуна
- Мурдейра
- Санта-Марія

## Економіка
Важливі міста: Ешпаргуш, розташований біля аеропорту і обслуговуючий його, і Санта-Марія, великий за місцевими масштабами курортний туристичний центр.
Добре організований основний порт острова, розташований в затоці біля рибальського села Палмейра.
Острів Сал має найбільш розвинену туристичною інфраструктурою з усіх островів архіпелагу, і більше половини туристів, які відвідують Кабо-Верде, зупиняються саме тут. Привабливими є умови для дайвінгу, серфінгу, віндсерфінгу та кайтсерфінгу. У листопаді 2010 р тут проходив чемпіонат світу з віндсерфінгу .
На острові розташований міжнародний аеропорт компанії TACV, з якого здійснюються рейси в такі міста Європи, як Лісабон, Париж, Барселона, Амстердам, Франкфурт, Дюссельдорф, Рим, Мілан, Лондон, Манчестер та ін.